# Vespa basalis
Vespa basalis je sršeň žijící v tropické a subtropické Asii. Je to menší, tmavě zbarvený druh, který disponuje poměrně silným a nebezpečným jedem a je považován za agresivní. Staví si velká hnízda a vytváří velmi početné kolonie. Patří mezi dva sršní taxony, u nichž byl zjištěn mezidruhový sociální parazitismus.

## Taxonomie
Sršeň Vespa basalis popsal britský entomolog Frederick Smith v roce 1852. Řadí se mezi více než dvacet recentních druhů rodu Vespa. Výzkumy založené mj. i na analýze DNA ukázaly, že se jedná o bazální (základní) taxon, jehož vývojová linie se od ostatních sršní oddělila nejdříve. Tvoří sesterský druh k celému rodu Vespa a jeho nejbližší příbuzný je Vespa binghami.

## Popis
Vespa basalis patří mezi menší sršně. Dělnice dosahují délky mezi 15 až 21 mm, královny okolo 24 mm. Velikostí je zhruba srovnatelná se sršní asijskou (Vespa velutina), která je jen nevýrazně větší, a Vespa bicolor. Tělo je zbarveno dvěma barvami – zadeček je černý, hruď a hlavu tvoří kombinace hnědočervené a černé barvy. Vzhledem se podobá sršni Vespa dybowskii.

## Rozšíření
Vespa basalis žije v jižní, jihovýchodní a ve východní Asii. Státy, kde byla dosud její přítomnost potvrzena, jsou Pákistán, Indie, Nepál, Bhútán, Srí Lanka, Myanmar, Čína, Vietnam, Laos, Malajsie, Thajsko, Indonésie (Sumatra), Tchaj‑wan, Jižní Korea.

## Biologie

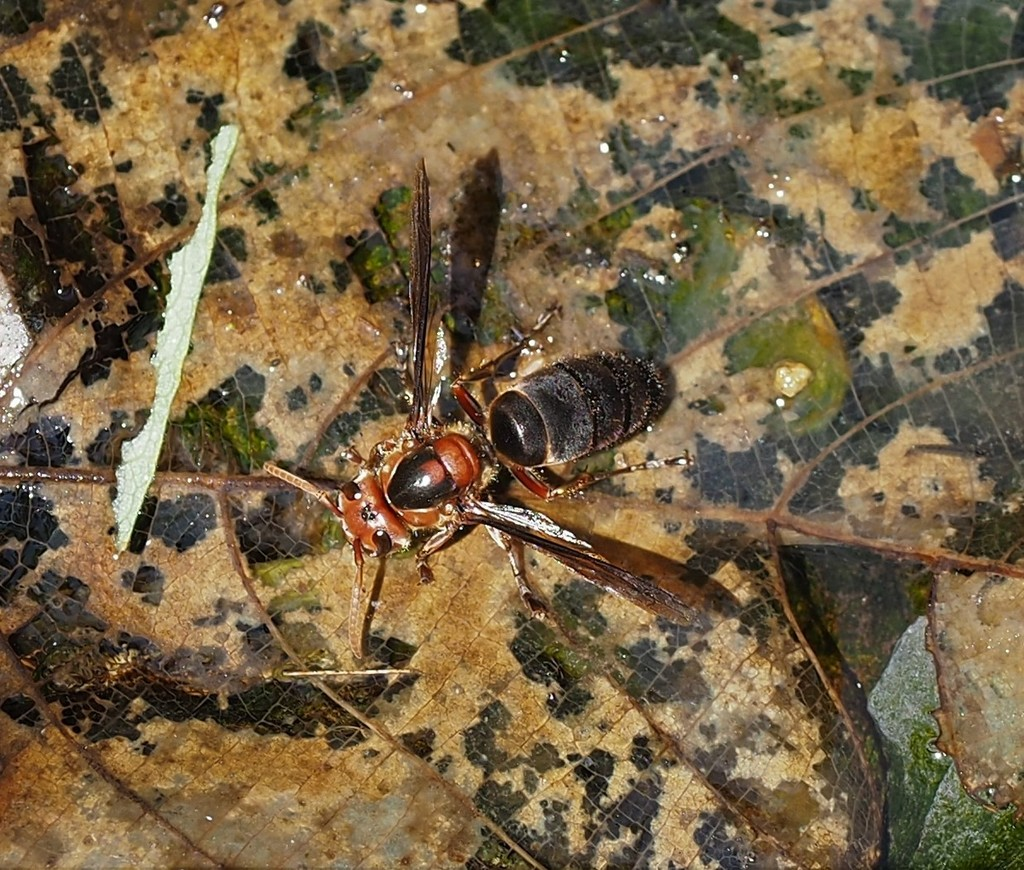
Vespa basalis na listu

Typickým biotopem sršně Vespa basalis jsou horské lesy, nejčastěji v nadmořské výšce 500 až 1 900 metrů (výjimečně až 2 830). Oplodněné samice přezimují v období od prosince do března (ačkoliv i zimní aktivita byla občas zaznamenána) v různých štěrbinách ve zdech, v dřevě, nebo dokonce i ve starém hnízdě. Po probuzení z hibernace budují hnízda obvykle na větvích stromů, méně často pak pod skalními převisy či na lidských stavbách, občas je staví též nehluboko pod zemí. Nadzemní hnízda jsou nejméně 4 metry vysoko. Hnízda, jejichž stavba začala pod zemí, mohou být v květnu nebo červnu přesunuta na prostornější místo. První dělnice se objevují v dubnu a květnu, pohlavní jedinci pak mezi říjnem a prosincem. Vývoj z vajíčka po dospělého jedince trvá 41 až 43 dnů. Celý hnízdní cyklus je velmi dlouhý, jeden z nejdelších mezi sršněmi, a trvá až 9 měsíců. I z toho důvodu dosahují hnízda tohoto druhu často značných rozměrů, na výšku mohou mít až 90 cm, na šířku až 70 cm. V říjnu dosahuje počet jedinců v kolonii svého maxima. V průměru jde o 6 000 dělnic, nicméně obzvláště velká hnízda jich mohou mít najednou i 10 000. Celkově může velká kolonie vyprodukovat 37 600 dělnic, 4 000 samců a 3 400 plodných samic. Královny tohoto druhu někdy uzurpují hnízda sršní asijských a Vespa tropica, a to tak, že odstraní (zřejmě zabijí) původní královnu a nastoupí na její místo (podobný sociální parazitismus byl zaznamenán u Vespa dybowskii). Nicméně k tomuto chování dosud chybějí podrobnější informace.
Vespa basalis se stejně jako ostatní sršně živí různými typy sladkých šťáv a pro své larvy loví rozličné bezobratlé.

## Vztahy s lidmi
Tato sršeň je považována za velmi nebezpečnou, neboť disponuje silným jedem, který může způsobit otoky a někdy i vážné zdravotní problémy. Smrtná kapacita kolonie čítající 5 000 dělnic byla vypočítána na 675 kg myší váhy, tedy na 33 750 myší. Vespa basalis, podobně jako téměř všechny druhy rodu Vespa, ráda napadá včely a je tak považována za nebezpečného včelího škůdce. Na druhou stranu její larvy a kukly patří mezi oblíbené pochoutky u některých komunit v Číně, Indii a na Tchaj‑wanu.